# Чичорський Ростислав Львович
Ростисла́в Льво́вич Чичо́рський (1871 – 1927) — актор на комічних і характерних ролях, родом з Херсонщини (Бобринець Єлисаветградського повіту).

## Загальні відомості
З 1898 в трупі Панаса Саксаганського.
1918 — в Державному народному театрі, 1922 — в Театрі ім. М. Заньковецької.
Актор на комічних і характерних ролях, який відрізнявся танцювальними здібностями.

## Родина
Син актора Льва О. Жулинського (Л. О. Жулінського), який грав у виставах аматорського театрального гуртка в Бобринці разом з І. Карпенком-Карим, брат актора — О. Л. Жулинського.
 Жулинський О. Львович  (?—?) — український актор. Працював у трупах П. Саксаганського (1895—1900, 1903—1909), М. Кропивницького (1900—1903), в Товаристві українських артистів під орудою І. Мар'яненка (1915—1916), в Народному театрі (1918). Ролі: Омелько («Мартин Боруля» Карпенка-Карого), Дем'ян («Зимовий вечір» Старицького), Петро («Наталка Полтавка»).
Також згадується як «О. Львович-Жулінський, який грав Петра в „Наталці Полтавці“ ввечері 31.VIII.1903.»
Тогочасною російською згадується як «А. Л. Жулинскій».

## Головні ролі
- Роман («Сто тисяч» Івана Карпенка-Карого)
- Демид («Суєта» Івана Карпенка-Карого)
- Гордій, писар Скубко («Доки сонце зійде …», «По ревізії» Марка Кропивницького)
- Слуга Антон («Нашествіє варварів» М. Кропивницького)
- Хорунжий («Вій» за М. Гоголем)